# Habibullah Karzai
Habibullah Khan Karzai foi um poderoso líder afegão do clã Popalzai. Ele é um ancião e considerado um líder da família Karzai. Seu irmão mais novo, Abdul Ahad Karzai era o pai do ex-presidente do afeganistão, Hamid Karzai.
Habibullah Khan Karzai atuou como assessor especial e redator de discursos do Rei Zair Xá e acompanhou-o ao longo da visita de estado do Rei aos Estados Unidos durante a presidência de John F. Kennedy.  Ele também atuou como enviado sênior no Ministério das Relações Exteriores do Afeganistão e Representante Permanente do Afeganistão nas Nações Unidas. Habibullah Karzai é considerado por muitos afegãos como um acadêmico muito erudito em filosofia e política.